# Josep Perarnau i Espelt
Josep Perarnau i Espelt (Avinyó, Bages, 8 de juliol de 1928) és un religiós, teòleg i historiador català.
Va estudiar teologia a la Universitat de Salamanca, Roma i Múnic, sent ordenat sacerdot a Barcelona. En crear-se la Facultat de Teologia de Catalunya fou nomenat director del seminari de teologia, des del qual ha realitzat les seves investigacions històriques. Membre de l'Institut d'Estudis Catalans, l'any 1990 en fou nomenat membre numerari.
Interessat en la història de l'edat mitjana ha estudiat els manuscrits medievals, especialitzant-se en els dels autors catalans. Des del seu càrrec de director de l'Arxiu de textos catalans antics de l'Institut d'Estudis Catalans ha realitzat valuoses investigacions al voltant d'obres inèdites de l'edat mitjana i sobre autors com Ramon Llull o Arnau de Vilanova.
Ha recollit totes les falsificacions que l'inquisidor del segle xiv Nicolau Eimeric va usar per dictar l'existència de més de cent heretgies en els textos de Ramon Llull.
L'any 1993 Josep Perarnau fou guardonat amb el Premi Crítica Serra d'Or de recerca, el 1996 amb el Premi Nacional de Patrimoni Cultural i el 1998 amb la Medalla Narcís Monturiol, concedits aquests dos últims guardons per la Generalitat de Catalunya. El 28 d'abril de 2009 fou investit com a doctor honoris causa per la Universitat de Barcelona.